# All the Best!
All the Best!, lançado em 1987, foi a segunda coletânea oficial de canções de Paul McCartney após Wings Greatest, de 1978.

## Faixas
1. "Jet" – 4:08
  - Paul McCartney & Wings
2. "Band on the Run" – 5:11
  - Paul McCartney & Wings
3. "Coming Up" – 3:51
4. "Ebony and Ivory" – 3:41
  - Paul McCartney & Stevie Wonder
5. "Listen to What the Man Said" – 3:55
  - Wings
6. "No More Lonely Nights" – 4:38
7. "Silly Love Songs" – 5:54
  - Wings
8. "Let 'Em In" – 5:09
  - Wings
9. "C Moon" – 4:33
  - Wings
10. "Pipes of Peace" – 3:24
11. "Live and Let Die" – 3:11
  - Paul McCartney & Wings
12. "Another Day" – 3:41
13. "Once Upon a Long Ago" – 4:09
  - novo single de McCartney
14. "Say Say Say" – 3:55
  - Paul McCartney & Michael Jackson
15. "My Love" – 4:08
  - Paul McCartney & Wings
16. "We All Stand Together" – 4:23
17. "Mull of Kintyre" (Paul McCartney/Denny Laine) – 4:44
  - Wings

## LP Original

### Lado 1
1. "Jet" – 4:08
  - Paul McCartney & Wings
2. "Band on the Run" – 5:11
  - Paul McCartney & Wings
3. "Coming Up" – 3:51
  - Paul McCartney
4. "Ebony and Ivory" – 3:41
  - Paul McCartney & Stevie Wonder
5. "Listen to What the Man Said" – 3:55
  - Wings

### Lado 2
1. "No More Lonely Nights" – 4:38
  - Paul McCartney
2. "Silly Love Songs" – 5:54
  - Wings
3. "Let 'Em In" – 5:09
  - Wings
4. "C Moon" – 4:33
  - Wings
5. "Pipes of Peace" – 3:24
  - Paul McCartney

### Lado 3
1. "Live and Let Die" – 3:11
  - Wings
2. "Another Day" – 3:41
  - Paul McCartney
3. "Maybe I'm Amazed" - 3:50
  - Wings
4. "Goodnight Tonight" - 4:21
  - Wings
5. "Once Upon a Long Ago" – 4:09
  - Paul McCartney

### Lado 4
1. "Say Say Say" – 3:55 (Paul McCartney/Michael Jackson)
  - Paul McCartney & Michael Jackson
2. "With A Little Luck" - 5:46
  - Wings
3. "My Love" – 4:08
  - Paul McCartney & Wings
4. "We All Stand Together" – 4:23
  - Paul McCartney
5. "Mull of Kintyre" (Paul McCartney/Denny Laine) – 4:44
  - Wings